# Эмирейтс (стадион)
Стадион «Эмире́йтс» (англ. Emirates Stadium) — стадион в Лондоне. Домашний стадион футбольной команды «Арсенал».

## Название
5 октября 2004 года стало известно, что авиакомпании Emirates Airline подписали с Арсеналом 15-летний контракт общей стоимостью 100 миллионов фунтов, согласно которому новый стадион "канониров" будет носить название Emirates Stadium. Помимо названия самой арены, в данную сумму вошло соглашение на титульное спонсорство игровой формы на протяжении 8 лет, начиная с сезона 2006/07.
Название стадиона обычно употребляется в сокращённой форме — «Эмирейтс». Однако большое количество фанатов команды предпочитают все же именовать преемника Хайбери — «Эшбертон Гроув» или «Гроув», в связи с географическим расположением стадиона.
В связи с тем, что Emirates Airlines не является официальным спонсором УЕФА, то во время проведения еврокубковых матчей арена называется просто Arsenal Stadium.
23 ноября 2012 года Арсенал объявил о продлении сделки с Emirates Airline. Согласно новым условиям, стадион будет носить это название до 2028 года, а в качестве титульного спонсора компания будет выступать до 2019 года.

## История
Первые мысли о строительстве нового стадиона появились у руководства клуба ещё в конце 90-х годов 20 века, так как Хайбери мог вместить только 38 419 человек. Сначала предполагалось расширение старого стадиона Хайбери, однако население и городской совет были против этого. Количество людей, желающих приобрести абонементы и билеты на матчи, постоянно увеличивалось. Поэтому руководство клуба приняло решение о постройке нового стадиона.
Первые действия начались с поиска необходимого участка земли. Клуб серьёзно рассматривал вариант с постройкой стадиона возле мототрассы М25, хотя предпочтительней все же было остаться в Северном Лондоне, в районе Ислингтон и как можно ближе к Хайбери. Стоит заметить, что в одно время серьёзно рассматривалась идея аренды главного стадиона Великобритании Уэмбли, где Арсенал уже проводил свои домашние матчи в рамках Лиги Чемпионов в сезонах 1998/1999 и 1999/2000. В конечном счёте этот вариант был отвергнут. К тому же, в 2002 году, когда реконструкции Уэмбли был дан зелёный свет, ходили слухи что Арсенал и Тоттенхэм переедут на новый стадион вместе, когда он будет закончен. Как оказалось, это были всего лишь запасные варианты, так как в это же время клуб уже работал над проектом Эшбертон Гроув.
Местом строительства арены были выбраны промышленные здания на Эшбертон Гроув, которые находились всего в 500 ярдах от Хайбери. План работ был оглашён в ноябре 1999 года, с датой открытия нового стадиона в августе 2003. Но в связи с финансовыми и строительными трудностями, дату открытия перенесли на лето 2006 года. Этот небольшой участок земли в северном Лондоне имел очень много арендаторов и владельцев, самыми крупными из которых были завод по переработке отходов района Ислингтон и отделение Королевской почты. Для того чтобы привести план в действие, необходимо было выкупить недвижимость у их владельцев, а также существенно поспособствовать их переезду в другое место. Для размещения завода по переработке, Арсенал выкупил участок земли размером в 40 000 м², который когда-то принадлежал железной дороге.

## Местное сопротивление
Несмотря на то, что Арсенал базировался в Ислингтоне уже более 80 лет, нашлись жители и бизнес структуры, выступившие противниками постройки нового стадиона. Дело даже дошло до суда, но Арсенал его выиграл. Стадион также стал основным вопросом во время выборов 2006 года. Районный отдел полиции требовал, чтобы болельщики парковались возле спортивного центра «Собел», а не в подземных паркингах. Также вводились ограничения на доступ к 14 улицам во время игр.

## Строительство
В феврале 2004 года началась финальная стадия строительства арены. К лету 2004 года была готова чаша стадиона и два моста через Северную железнодорожную линию. Крыша была смонтирована раньше чем ожидалось, в августе 2005 года, и при этом в рамках запланированного бюджета. В феврале 2006 года 90 % сезонных абонементов было уже продано, остальные 10% были распроданы до июня месяца. Первое кресло было торжественно установлено 13 марта 2006 игроком Арсенала Абу Диаби. Освещение арены было протестировано 25 июня 2006, а днём позже были вмонтированы ворота.

## Структура стадиона
Стадион представляет собой четырёхуровневую тарелку с крышей над сидячими местами, имеется два видеотабло, в подтрибунных помещениях есть магазины, туалеты, рестораны. Команду дизайнеров составили архитекторы фирмы Populous, консультанты по строительству из «Аркадис» и инженерная фирма «Буро Хаппольд». Главный архитектор арены — Сэр Роберт Макалпин.
Поле стадиона примечательно тем, что траву из обеих вратарских площадок можно вынуть и поменять
Верхний (26 646 чел.) и нижний (24 425 чел.) уровни Эмирейтс оснащены обычными сидениями. В сезоне 2006/07 цены на билеты для взрослых котировались от 32 до 66 фунтов в среднем, для детей цена составляла 13 фунтов. Сезонные абонементы стоили от 885 и до 1 825 фунтов.
Средний уровень арены именуется «клубным» и предоставляет больший уровень комфорта. На нём размещено 7 139 сидячих мест, права на которые также продаются сроком от одного до четырёх лет. В первом сезоне на Эмирейтс, годовой абонемент на места данного типа стоил от 2 500 до 4 750 фунтов. В эти расходы входят все домашние игры Премьер Лиги, а также матчи Кубка Лиги, Кубка Англии и еврокубков.
Над клубным уровнем располагаются 150 лож, вместительностью 10, 12 и 15 мест. Общее количество людей, которые могут одновременно смотреть игру с этого уровня равно 2 222 человек. Цена одной ложи сроком на один год составляет 65 000 фунтов.
VIP-уровень и, соответственно, самые лучшие места на стадионе находятся на так называемом «алмазном уровне». Занять эти места можно только по приглашению.
Высокий спрос на билеты вкупе с высоким достатком лондонских болельщиков позволяют клубу получать только с клубного и алмазного уровней аналогичный доход, который приносил полный Хайбери.
Поле размером 105 × 68 м расположено точно так же, как и на Хайбери — с севера на юг. Болельщики гостевых команд располагаются в юго-восточном углу нижнего уровня. Количество мест для гостевых фанатов можно увеличить с 1 500 до 4 500 человек, разместив их за южными воротами. В особенных случаях предусмотрена возможность выделения для приезжих болельщиков до 9 000 мест за счёт размещения их на верхнем ярусе.
Объединение всех офисов клуба называется «Дом Хайбери» и находится в северо-восточной части комплекса. Там же разместили бюст Герберта Чепмена, который стоял в мраморном холле Хайбери. Три других бюста, которые также были на Хайбери, а именно Клода Феррьера (архитектора Восточной трибуны Хайбери), Дениса Хилл-Вуда (бывшего председателя совета директоров клуба) и Арсена Венгера были перевезены на Эмирейтс и находятся у входа в «алмазный» ярус стадиона. К слову, два моста, которые протянулись над железнодорожными путями и соединяют стадион с Дрейтон Парк, называются мостами Клок Энд и Норс Бэнк (Clock End and North Bank), так же как и одноимённые трибуны на Хайбери.
Кстати, знаменитый символ Хайбери, о котором знает любой болельщик Арсенала, а именно — часы с Южной трибуны, также находятся сейчас на Эмирейтс.
В структуре стадиона есть музей клуба, где помимо всего прочего стоят и мраморные фигуры с холла Хайбери. Находится музей в северной части арены.

## Официальное открытие
Новый стадион был официально открыт Принцем Филиппом, Герцогом Эдинбургским 26 октября 2006 года. Ранее сообщалось, что открывать стадион будет королева Елизавета II, но из-за проблем со спиной она не смогла лично присутствовать на церемонии. Поистине, это было большое событие, историки даже провели параллель с событием 1936 года, когда дядя Елизаветы Принц Уэльский (позже, король Эдуард VIII) открывал Западную трибуну на Хайбери. В связи с невозможностью присутствовать на открытии Эмирейтс, королева оказала менеджеру команды, председателю совета директоров и первой команде честь присоединиться к ней в Букингемском дворце во время чаепития 15 февраля 2007 года. Арсенал стал первой командой в истории, приглашённой во дворец с такой целью.

## Интересные факты
- Для получения необходимой лицензии на открытие, необходимо было провести 3 события без максимального количества посетителей. Первым событием стал день открытых дверей для акционеров клуба 18 июля 2006 года, вторым – показательная тренировка для 20 000 человек. 22 июля был проведён первый матч на стадионе, который и стал тем самым третьим событием.
- Первым матчем, сыгранным на Эмирейтс, стала игра между Арсеналом и Аяксом, организованная в честь Денниса Бергкампа в связи с завершением его футбольной карьеры. В этой игре столкнулись 4 разные команды: первые составы Арсенала и Аякса, которые сыграли первый тайм. Во втором тайме на поле вышли команды легенд "канониров" и амстердамцев. Арсенал выиграл со счётом 2:1. Отличились Клаас Ян Хунтелаар, Тьерри Анри и Нванкво Кану.
- Первым соревновательным матчем на Эмирейтс стала игра в рамках английской премьер-лиги между Арсеналом и Астон Виллой, которая закончилась вничью 1:1. Первой победы на новой арене "канонирам" пришлось ждать до 23 сентября 2006 года, когда был повержен Шеффилд Юнайтед со счётом 3:0.
- Первое еврокубковое противостояние на новом стадионе состоялось 23 августа 2006 года: Арсенал принимал Динамо Загреб.
- 3 сентября 2006 года на стадионе была сыграна первая игра между национальными сборными. Аргентина встречалась с Бразилией. Игра закончилась со счётом 3:0  в пользу сборной Бразилии.
- Первый хет-трик был зафиксирован 19 февраля 2007 года. Записал его в свой актив Джей Симпсон, игрок резервной команды Арсенала, который забил 3 мяча в ворота Кардифф Сити. Игра закончилась со счётом 3:2.
- Первое поражение на новом поле Арсенал потерпел 7 апреля 2007 года в матче с Вест Хэм Юнайтед. К слову, Вест Хэм также стали последней командой, обыгравшей Арсенал на Хайбери.

## Арсенализация

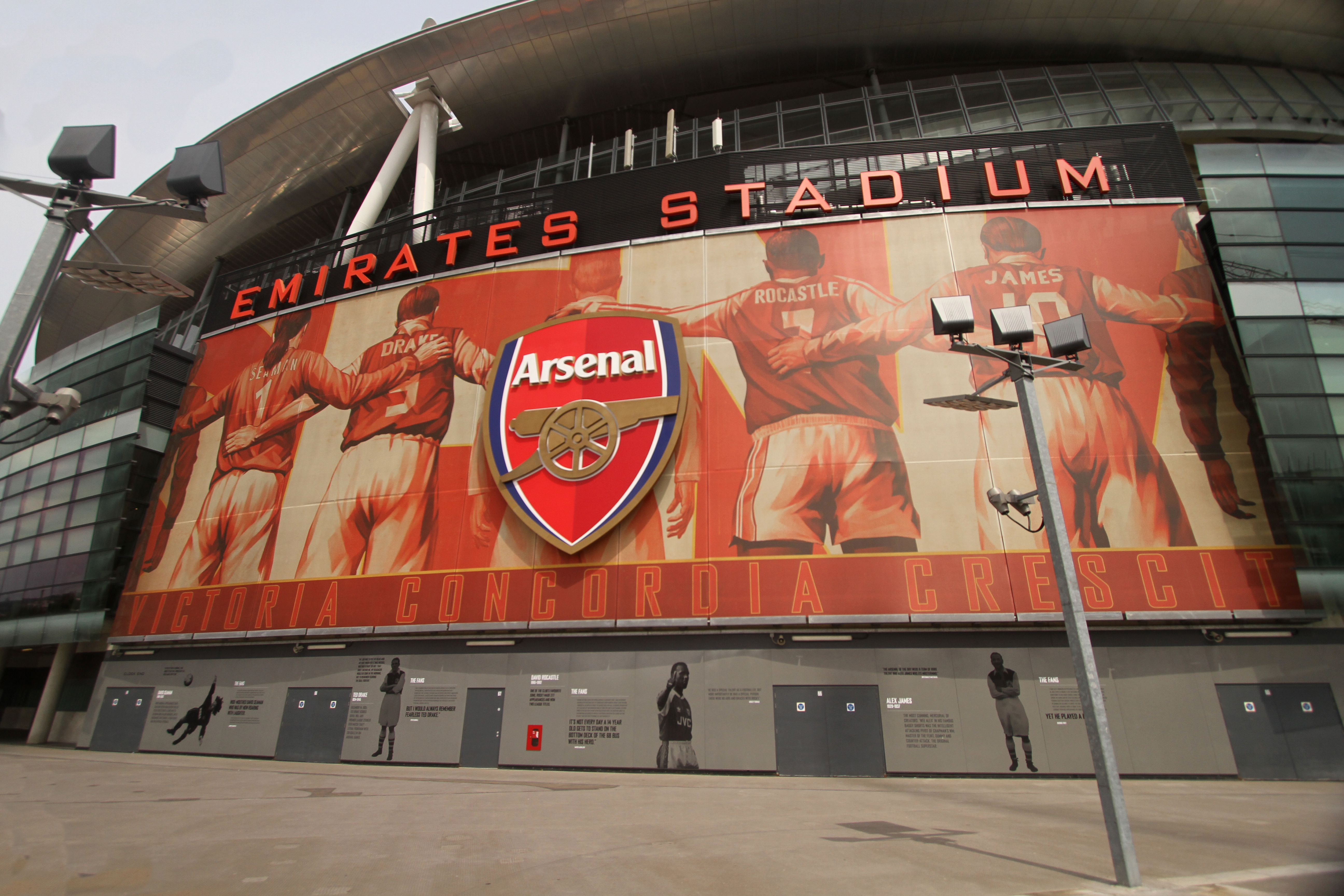
Одно из изображений, размещённых на фасаде в рамках «Арсенализации»

В августе 2009 года была начата программа «арсенализации» под руководством Ивана Газидиса, после выслушивания критики со стороны фанатов о том, что новый стадион это только лишь коммерческий проект и том, что на Эмирейтс отсутствует великое историческое наследие "канониров". Задача была в создании атмосферы клуба, при помощи различных художественных и творческих средств. Первое, что сделали в рамках программы — установили белые кресла на первом ярусе Восточной трибуны, при помощи которых появился рисунок пушки. Также был воссоздан «Дух Хайбери» — фасад стадиона украсили 8 огромных полотен, где были изображены бывшие игроки Арсенала. На каждом таком полотне по 4 игрока.
| Иан Райт           | Джордж Армстронг | Джек Дэвид   | Мартин Киоун |
| Клифф Бастин       | Тони Адамс       | Лиам Брейди  | Тьерри Анри  |
| Дэвид Симен        | Тед Дрейк        | Дэвид Рокасл | Алекс Джеймс |
| Патрик Виейра      | Рэг Левис        | Ли Диксон    | Джо Мерсер   |
| Деннис Бергкамп    | Боб Уилсон       | Эдди Хэпгуд  | Чарли Джордж |
| Найджел Уинтерберн | Дэвид Данскин    | Кенни Сэнсом | Джек Келси   |
| Робер Пирес        | Джон Рэдфорд     | Дэвид О’Лири | Джордж Мэл   |
| Рэй Парлор         | Фрэнк МакЛинток  | Стив Боулд   | Пэт Райс     |

## Стадион в цифрах
- Общая стоимость проекта составила 390 миллионов фунтов;

- В результате строительства стадиона в районе Ислингтон образовалось около 1 800 новых рабочих мест;
- Частью проекта стала постройка в этом же районе новых жилых домов на 2 000 человек;
- Общая площадь Эмирейтс равна 17 акрам;
- Максимальная вместительность составляет 60 704 человека;
- Высота стадиона – 41.9 метров;
- На стадионе есть более 250 мест питания, 900 туалетов, из которых 180 для инвалидов;
- Около 2 500 разного вида документов было подписано для реализации такого масштабного проекта;
- На стадионе 215 мест для СМИ и 41 точка для телекамер;
- 250 человек в инвалидных колясках могут одновременно наблюдать за игрой;
- За время строительства использовано примерно 60 000 кубических метров бетона и 10 000 тон металла;
- Во всем комплексе 2 000 дверей;
- Всего на Эмирейтс 100 лестничных пролётов, 3 лифта и 5 эскалаторов.